# 曾燦奎
曾燦奎（？年—？年），字聚五、號星垣，貴州省貴築縣人。

## 生平
嘉慶十八年（1813年）癸酉科舉人，道光十四年（1834年）任四川省順慶府鄰水縣知縣。歷任屏山縣、榮昌縣、開縣知縣、懋功廳同知、彭水縣知縣。道光二十二年五月以步履艱難，精神恍忽，休致